# Nangpa La

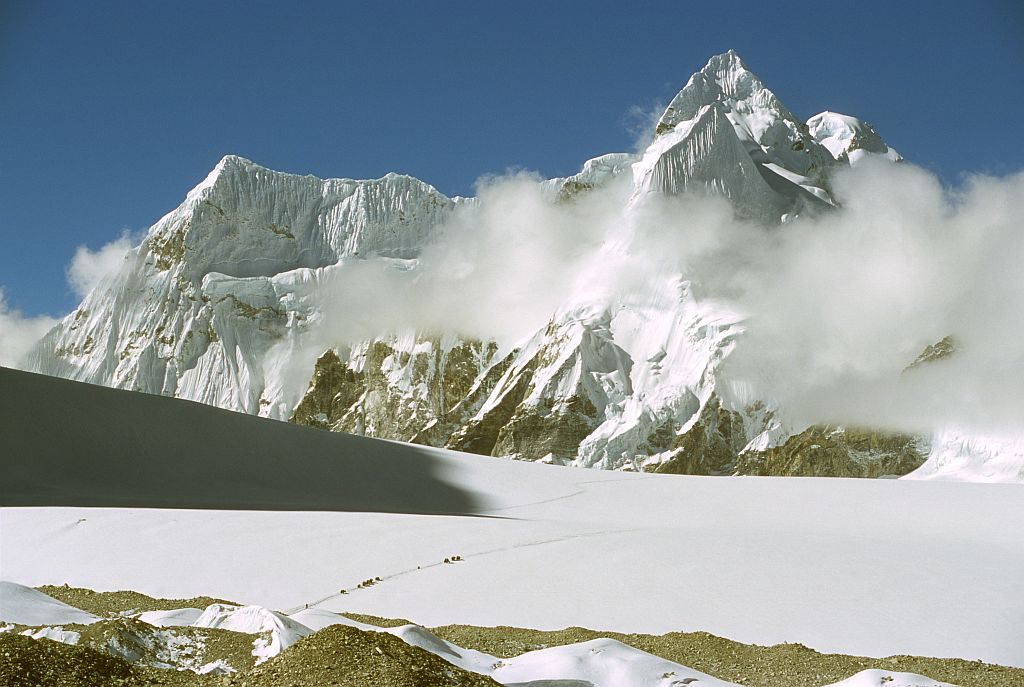
Tibetaanse vluchtelingen over de Nangpa La

Nangpa La is een bergpas op een hoogte van 5716 meter in de buurt van de op vijf na hoogste berg ter wereld, Cho Oyu. De bergpas ligt in de Tibetaanse Autonome Regio op de grens met Nepal en voert gedeeltelijk over de gletsjer van de berg.
Nangpa La is de hoogste handelsroute in de Himalaya en is sinds ongeveer 1200 de verbindingsweg voor Tibetanen en sherpa's uit de Khumbu. Na de Invasie van Tibet in 1950-1 werden de grenzen gesloten en verloor de bergpas zijn betekenis als route voor karavanen. Dit liet onverwijld dat ongeveer 80% van alle Tibetaanse vluchtelingen hun land via deze route verlieten. Met name na de bloedig neergeslagen opstand van 1959 vluchtten duizenden Tibetanen over deze route naar Nepal. 
Tot 2001 was de regio een verboden militaire zone. Inmiddels zijn er weer jak-karavanen die goedkope producten uit de Volksrepubliek China naar de Khumbu transporteren.
Op 30 september 2006 beschoten Chinese militairen 75 Tibetaanse vluchtelingen die de pas probeerden over te steken. Minstens twee jonge mensen vonden de dood en achttien werden vermist.